# Charlie Uhrle
Charlie Uhrle (25 settembre 1992) è un calciatore samoano americano, di ruolo attaccante.

## Carriera

### Nazionale
Nel 2011 ha giocato 8 partite in nazionale, 3 delle quali in partite di qualificazione ai Mondiali del 2014.